# جیانگ بونگ
جیانگ بونگ (به لاتین: Jijangbong) یک کوه و قله است که در کره جنوبی واقع شده‌است. جیانگ بونگ ۸۷۷٫۲ متر بالاتر از سطح دریا واقع شده‌است.